# Point Grey Pictures
Point Grey Pictures, Inc. (PGP) est une société américaine indépendante de production cinématographique et télévisuelle fondée par Seth Rogen et Evan Goldberg.

## Histoire

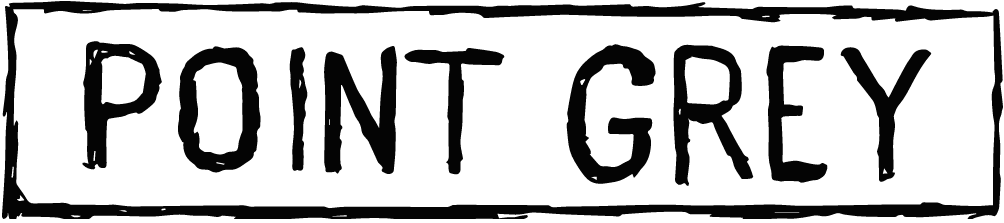
Ancien logo de Point Grey Pictures avant 2020.

Fondée par Seth Rogen et Evan Goldberg en 2011, l'entreprise porte le nom de l'école secondaire Point Grey de Vancouver, où les deux hommes se sont rencontrés. Le 24 septembre 2013, elle produit son premier long métrage d'animation Sausage Party. Le 6 février 2014, la société avait développé son premier projet télévisé Preacher sur AMC. Le 5 mars 2014, la société a conclu un pacte avec le studio de cinéma Good Universe afin de développer des comédies cinématographiques.
En 2018, le duo était en pourparlers avec le studio de cinéma Lionsgate. Les pourparlers ont été finalisés l'année suivante.

## Filmographie

### Films
Sortis
| Année | Titre                   | Coproduction avec                                                                                    | Distribué par                                                |
| ----- | ----------------------- | --- | ------------------------------------------------------------ |
| 2011  | 50/50                   | Mandate Pictures (en)                                                                                | Summit Entertainment (États-Unis) Lionsgate (International)  |
| 2013  | C'est la fin            | Mandate Pictures (en)                                                                                | Columbia Pictures                                            |
| 2014  | Nos pires voisins       | Good Universe (en)                                                                                   | Universal Pictures                                           |
| 2014  | L'Interview qui tue !   | LStar Capital                                                                                        | Columbia Pictures                                            |
| 2015  | La nuit avant           | Good Universe (en)                                                                                   | Columbia Pictures                                            |
| 2016  | Nos pires voisins 2     | Good Universe (en) Images du monde parfait                                                           | Universal Pictures                                           |
| 2016  | Sausage Party           | Annapurna Pictures Nitrogen Studios (en)                                                             | Columbia Pictures                                            |
| 2017  | The Disaster Artist     | New Line Cinema Good Universe Rabbit Bandini Productions (en) RatPac-Dune Entertainment Ramona Films | A24 (Amérique du Nord) Warner Bros. Pictures (International) |
| 2018  | Game Over, Man!         | Scott Rudin Productions Mail Order Company                                                           | Netflix                                                      |
| 2018  | Contrôle parental       | DMG Entertainment Good Universe Hurwitz & Schlossberg Productions                                    | Universal Pictures                                           |
| 2019  | Séduis-moi si tu peux ! | Summit Entertainment Good Universe Denver and Delilah Productions (en)                               | Lionsgate Films                                              |
| 2019  | Good Boys               | Good Universe Quantity Entertainment                                                                 | Universal Pictures                                           |
| 2020  | American Pickle         | Sony Pictures Warner Max (en)                                                                        | HBO Max (États-Unis) Warner Bros. Pictures (International)   |

#### À venir
| An               | Titre                                                                                  | Coproduction avec                                        | Distribué par      |
| ---------------- | -------------------------------------------------------------------------------------- | -------------------------------------------------------- | ------------------ |
| 2023             | Ninja Turtles: Teenage Years,                                                          | Nickelodeon Movies                                       | Paramount Pictures |
| À déterminer     | Le quelque chose                                                                       | Good Universe                                            | Universal Pictures |
| Où est Charlie ? | Metro-Goldwyn-Mayer DreamWorks Classics                                                | United Artists Releasing (États-Unis) Universal Pictures |                    |
| Noir et blanc ,  | Stoller Global Solutions HartBeat Productions                                          | Paramount Pictures                                       |                    |
| Mémétique        | Boom! Studios                                                                          | Lionsgate Films                                          |                    |
| Bulle            | Sony Pictures Animation Matt Tolmach Productions (en) Bontonfilm (en) (Czech Republic) | Columbia Pictures                                        |                    |
| Toile d'araignée | Vertigo Entertainment                                                                  | Lionsgate Films                                          |                    |
| Vidéo méchant    | Stampede Ventures                                                                      |                                                          |                    |
| Invincible ,     | Skybound Entertainment                                                                 | Universal Pictures                                       |                    |
| 79ers            | Gary Sanchez Productions                                                               | Lionsgate Films                                          |                    |

### Télévision
Toutes les séries télévisées répertoriées sont produites par Sony Pictures Television, sauf indication contraire.
| Années)      | Titre                               | Sociétés de production | Réseau             | Statut de la série                |
| ------------ | ----------------------------------- | --- | ------------------ | --------------------------------- |
| 2016-19      | Prédicateur                         | Sony Pictures Television AMC Networks Woodbridge Productions KFL Nightsky Productions Short Drive Entertainment Original Film Kickstart Productions | AMC                | Conclu après 4 saisons            |
| 2017-2020    | Homme futur                         | Sony Pictures Television Matt Tolmach Productions (en) Turkeyfoot Productions                                                                       | Hulu               | Conclu après 3 saisons            |
| 2019-21      | Lundi noir                          | Sony Pictures Television Jordan Productions Shark vs. Bear                                                                                          | Afficher l'heure   | Annulé après 3 saisons            |
| 2019-présent | The Boys,                           | Sony Pictures Television Amazon Studios Kripke Enterprises Original Film                                                                            | Amazon Prime Vidéo | Saison 3 en cours                 |
| 2021-présent | Invincible                          | Skybound Entertainment Skybound North Amazon Studios                                                                                                | Amazon Prime Vidéo | Renouvelé pour les saisons 2 et 3 |
| 2021         | Père Noël Inc.                      | Stoopid Buddy Stoodios Lionsgate Television | HBO Max            | Mini-série                        |
| 2022         | Pam et Tommy                        | Annapurna Television Limelight Ramona Films | Hulu               | Mini-série                        |
| 2022         | Les garçons présentent : Diabolique | Sony Pictures Television Amazon Studios Titmouse, Inc. Original Film                                                                                | Amazon Prime Vidéo | En attente                        |
| À déterminer | Agent de peur                       | Sony Pictures Television Amazon Studios Matt Tolmach Productions (en)                                                                               | Amazon Prime Vidéo | À déterminer                      |
| À déterminer | Guerres des consoles ,              | Flying Penguin Pictures Legendary Pictures Scott Rudin Productions                                                                                  | Paramount+         | À déterminer                      |
| À déterminer | Canard Darkwing                     | Disney Television Animation | Disney+            | À déterminer                      |